# Ermanno il Contratto
Ermanno di Reichenau, detto il Contratto o lo Storpio (in latino: Hermannus Contractus, in tedesco Hermann der Lahme) (Altshausen, 18 luglio 1013 – Isola di Reichenau, 24 settembre 1054), è stato un monaco cristiano, astronomo e storico tedesco, venerato come beato dalla Chiesa cattolica.

## Biografia

### La nascita e l'infanzia
Il 18 luglio 1013 Eltrude, sposa di Goffredo conte di Altshausen, diede alla luce un figlio deforme cui fu imposto il nome di Ermanno. La sua grave malformazione fisica (non poteva stare eretto né tanto meno camminare) gli fece avere il soprannome, con cui è ancor oggi noto, di "contratto" (dal latino contractus, che significa appunto "contratto", "rattrappito", ma anche "storpio", "zoppo"). All'età di sette anni fu inviato nella scuola del monastero benedettino di Reichenau, fondato da san Pirmino, sull'omonima isoletta del Lago di Costanza e qui rimase per tutta la sua vita divenendo monaco nel 1043.

### A Reichenau
Fra quanti si occuparono della sua educazione nel monastero ci furono l'abate Bernone e i monaci Kerung e Burcardo, dai quali apprese l'astronomia, la poesia, la storia, la musica e la liturgia. Grazie a questi insegnamenti riuscì a elaborare un nuovo sistema di scrittura per le note musicali e i loro intervalli (Opuscula musica), ma scrisse anche varie altre opere: messali e preghiere, fra cui la Salve Regina (e forse "Ave Regina caelorum"), saggi astronomici (gli viene generalmente attribuita la suddivisione delle ore in minuti), libri di gesta e cronache.
Tra le fonti dei suoi scritti andrebbe annoverato il De compositione astrolabii di Masha'allah ibn Athari, il che starebbe a dimostrare la diffusione nella Germania meridionale di testi arabi fin dal X secolo e non, come si pensava in precedenza, solo dall'XI. Istruì a sua volta una folta schiera di discepoli e, per i suoi lavori, si meritò l'appellativo di miraculum saeculi ricevendo attestazioni di stima e ammirazione da parte dell'imperatore Enrico III (1048) e di papa Leone IX (1049), durante le rispettive visite al monastero di Reichenau.

### La morte
Spirò all'età di 41 anni per pleurite. La sua morte è descritta dal fedele discepolo Bertoldo di Reichenau (che ne continuò anche il Chronicon): «Quando alfine l'amorevole benignità del Signore si degnò di liberare la sua santa anima dalla tediosa prigione del mondo, egli fu assalito dalla pleurite e trascorse quasi dieci giorni in continue e forti tribolazioni. Alfine un giorno, nelle prime ore del mattino, subito dopo la santa messa, io, che egli considerava il suo più intimo amico, mi recai da lui e gli chiesi se si sentisse un poco meglio.» Ermanno gli rispose di aver pensato all'Hortensius di Cicerone e alle sue sagge osservazioni sul bene e sul male, nonché a tutte le cose che egli stesso aveva avuto in animo di scrivere su quello stesso argomento. Sotto l'impressione di quei pensieri, «tutto il mondo presente e tutto ciò che ad esso appartiene, questa stessa vita mortale era divenuta meschina e tediosa e, d'altra parte, il mondo futuro, che non avrà termine, e quella vita eterna, sono divenuti indicibilmente desiderabili e cari, così che io considero tutte queste cose passeggere non più dell'impalpabile calugine del cardo.»
Ermanno fu sepolto a Altshausen, nei possedimenti di suo padre, ma la sua tomba è oggi sconosciuta. Alcune sue reliquie sono conservate ad Altshausen, a Zurigo e altrove.

## Culto

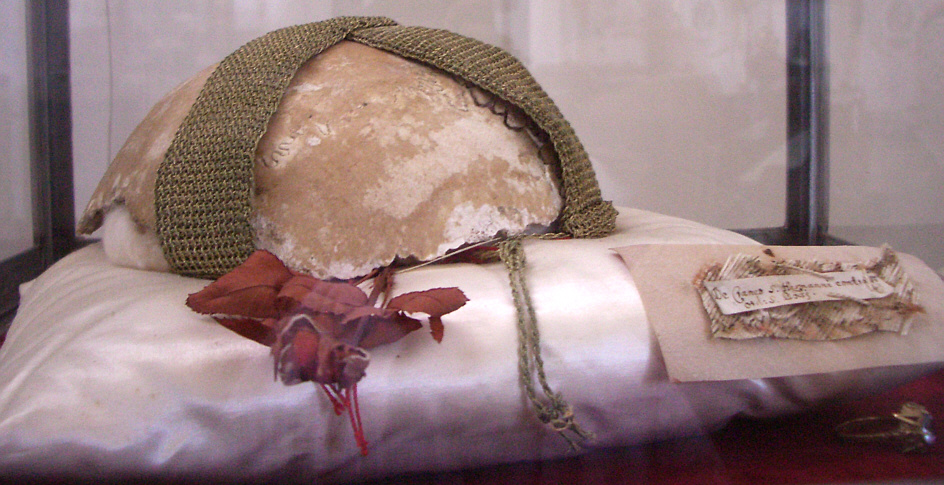
Le reliquie di Ermanno il Contratto conservate nella chiesa del castello di Altshausen.

Secondo il vescovo di Friburgo il culto pubblico verso Ermanno come beato non era accettabile, nondimeno ne permise la continuazione nel territorio in cui fino allora vigeva. 
Il suo culto fu poi confermato dalla Chiesa cattolica nel 1863 da papa Pio IX.
Viene festeggiato, secondo il calendario dei Benedettini, il 24 settembre.
Raffigurazioni artistiche si possono trovare nel coro di Zwiefalten e ad Andechs. Sul soffitto della distrutta chiesa di Montecassino, un quadro lo definiva Doctor marianus ricordandone le composizioni dedicate alla Madonna.

## Le opere

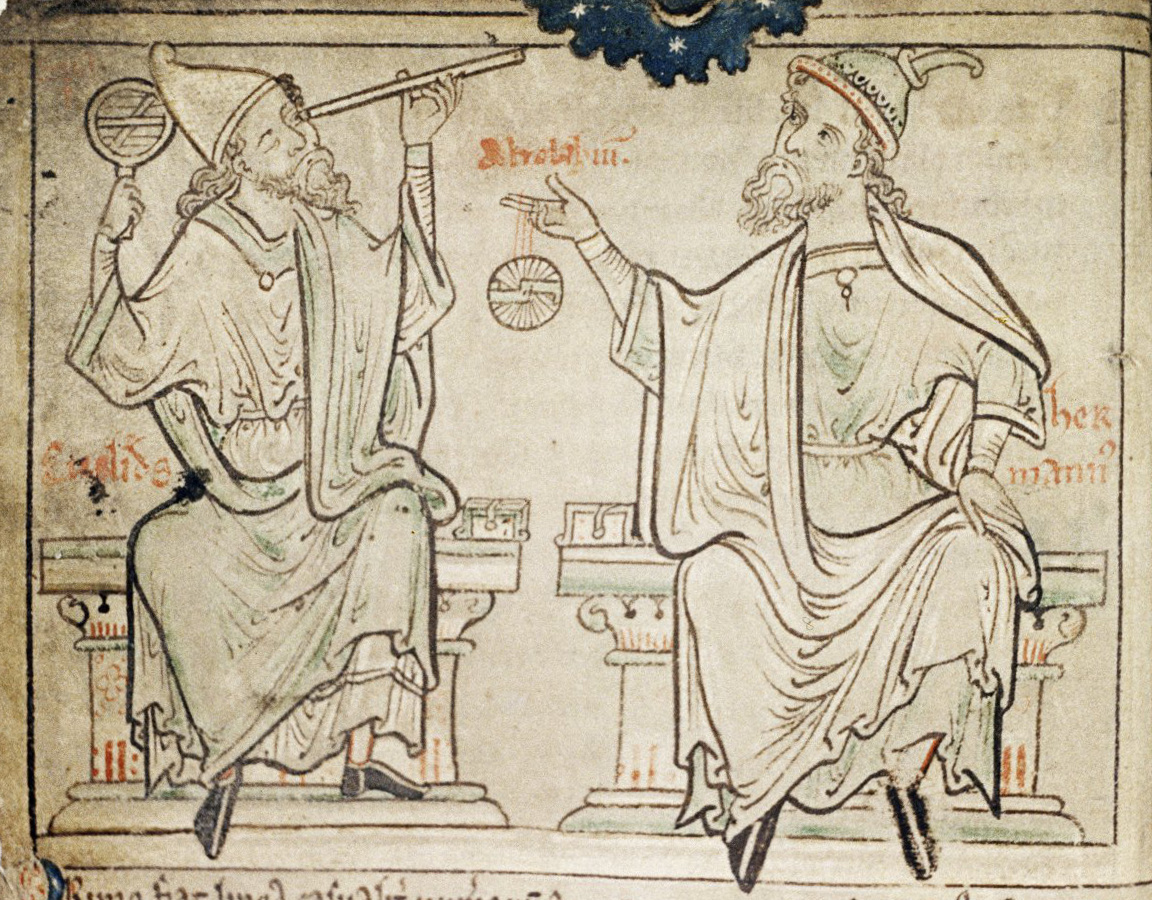
Euclide ed Ermanno il contratto, a destra, con in mano un astrolabio

- Chronicon, la storia del mondo dalla nascita di Cristo ai suoi tempi;
- Dei trattati di astronomia di cui pubblicati sono:
  - De mensura astrolabii, in «J. Drecker, Hermannus Contractus. Über das Astrolab, Isis, 1931»;
  - De utilitatibus astrolabii, in «Patrologia Latina CXLIII, 389-404», Parisiis, 1844;
- Varie preghiere e liturgie tra cui:
  - Salve Regina;
  - Alma Redemptoris Mater
  - Uffici di alcuni santi (Gregorio Magno, Afra di Augusta, Volfango di Ratisbona, ecc.);
  - Sequenze della croce e della Pasqua (Grates, Honos, Hierarchia e Rex regum, Dei agne);
  - Trattati musicali liturgici tra cui il De musica e De monochordo;
- Il De octo vitiis principalibus, testo didattico-poetico diretto alle suore ed ai preti.
- Libri di gesta su Corrado II ed Enrico III;
- Cronaca della Svevia.